# Emil Palleske

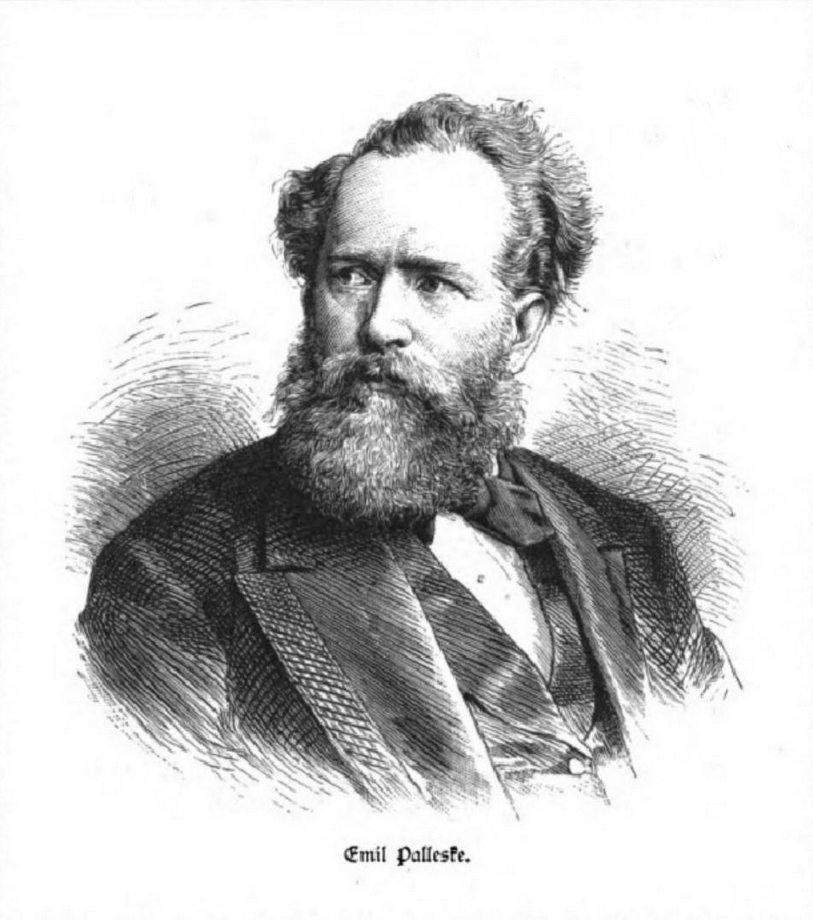
Emil Palleske (Holzstich in Über Land und Meer 45 (1881))

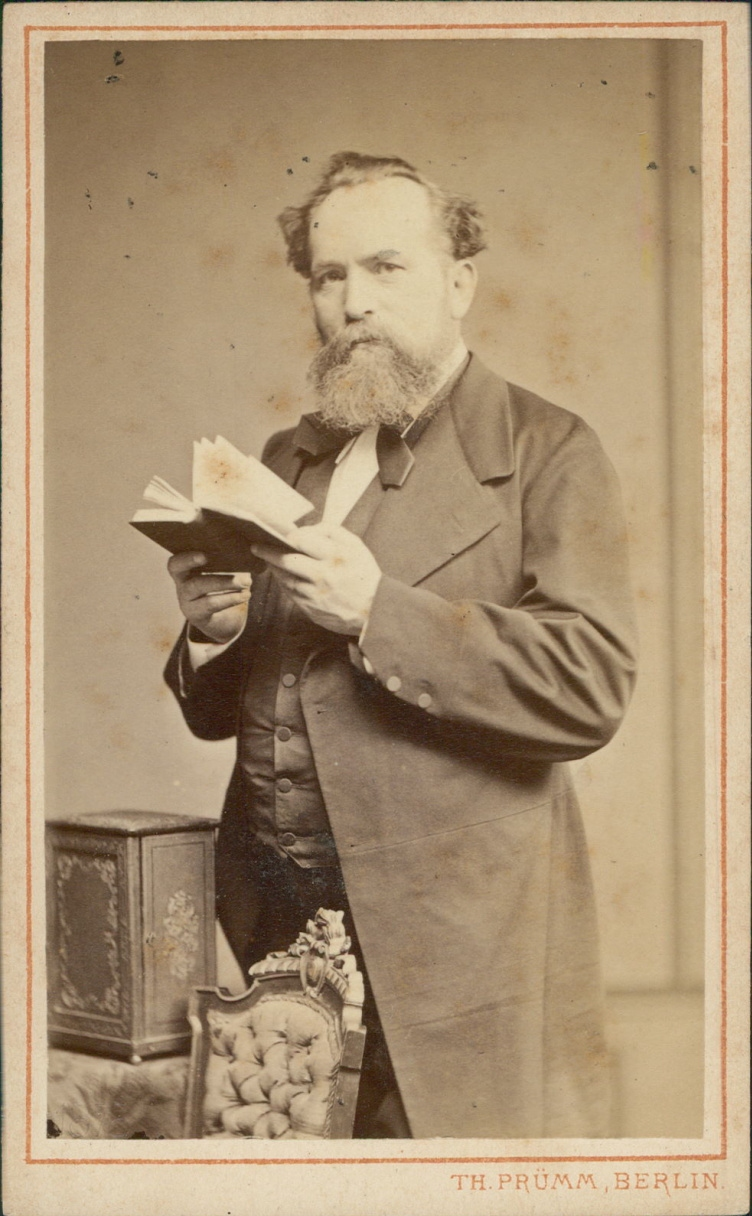
Emil Palleske, Carte de Visite von Theodor Prümm (ca. 1870)

Emil Wilhelm Samuel Palleske (* 5. Januar 1823 in Tempelburg, Pommern; † 28. Oktober 1880 in Thal bei Eisenach) war ein Schauspieler, Rezitator und Schriftsteller.

## Leben und Werke
Palleske verbrachte seine Jugend in Rügenwalde, Hinterpommern. Er studierte dann an den Universitäten Berlin und Bonn Philologie und Geschichte und bereitete sich bereits während dieser Zeit auf den Beruf des Schauspielers vor. Er erhielt dann Rollen als Helden- und Charakterdarsteller an den Theatern von Posen, Stettin und Oldenburg. Er wurde 1843 Mitglied der Burschenschaft Fridericia Bonn.
Von 1845 bis 1851 war Palleske zweiter Charakterdarsteller am Hoftheater von Oldenburg. Während dieser Zeit befreundete er sich mit Anna Löhn-Siegel, Adolf Stahr und mit Eugen von Beaulieu-Marconnay. 1851 verließ er die Bühne, anscheinend, weil er kein hinreichend guter Schauspieler war, und ging nach Berlin. Bereits gegen Ende der 1840er Jahre war er zu einem überregional bekannten Dramenvorleser geworden. Er lebte später in Arnstadt und Weimar und dann in dem Badeort Thal bei Eisenach und wurde bald ein international bekannter und gefeierter Vortragskünstler, der als Rezitator ausgedehnte Vortragsreisen im In- und Ausland unternahm (etwa dreitausend Abende). Zu seinem Repertoire gehörten Werke von Sophokles, Shakespeare, den deutschen Klassikern und auch von Fritz Reuter. Noch Jahrzehnte nach seinem Tod galt Palleske, „der unsterbliche Rezitator“, in seinem Genre als Maß aller Dinge.
Palleske schrieb mehrere Dramen: Achilles (1847), Die Braut von Corinth (1849, nach der gleichnamigen Ballade von Johann Wolfgang von Goethe), König Monmouth (1853) sowie Oliver Cromwell (1857) und verfasste Gedichte (z. B. Mit dem Strom, Schiffers Lieb, Hannibal). Er war den Idealen der Revolution von 1848 zugetan und hatte mit seinem Drama Achilles vorsätzlich eine historische Handlung aus weit zurückliegender Zeit gewählt, um in den unruhigen Zeiten den Hof zu Oldenburg nicht zu brüskieren. Die Uraufführung des Stücks am 11. November 1847 am Großherzoglichen Hoftheater zu Oldenburg wurde vom Publikum mit anerkennendem Beifall belohnt. Sehr oft aufgelegt und bis heute viel gelesen wurde sein zweibändiges Buch Schiller’s Leben und Werke (1858/1859), das bereits 1860 ins Englische übersetzt wurde. 1879 gab er die Lebenserinnerungen der Charlotte von Kalb heraus, und 1880 veröffentlichte er das Sachbuch Die Kunst des Vortrags, in das er seine eigenen Erfahrungen als Vorleser einfließen ließ.
Palleske war vielfach musisch begabt, spielte Klavier und malte (wie auch seine Frau), gab dies jedoch später auf. Er war mit Gottfried Keller befreundet, den er auch in der Schweiz besuchte und der 1875 in der Neuen Zürcher Zeitung einen Artikel über ihn veröffentlicht hat.
Emil Palleske starb 57-jährig „nach mehrwöchentlichem Krankenlager“ in seiner Thaler Villa. Sein Nachlass befindet sich in der Berliner Staatsbibliothek (Nachlässe DDR 3, Nr. 656).

## Familie
Er heiratete 1852 in der Berliner St. Matthäi-Kirche die Witwe Marie Freyhoff geb. Saro, mit der er bereits zwei Kinder hatte. Ein Sohn starb im Krieg 1870 als Kriegsfreiwilliger an einer Infektion in einem Lazarett in Metz (→Festung Metz). Eine Tochter war mit dem Dramatiker Carl Friedrich Müller-Palleske verheiratet, eine andere mit dem Maler Olof Winkler.

## Schriften
- Über Griepenkerl’s „Robespierre“. Leibrock, Braunschweig 1850 (online bei Google Books).
- König Monmouth. Ein Drama. Duncker, Berlin 1853 (online bei Google Books).
- Achilles. Ein Drama. (Zum ersten Mal aufgeführt auf der großherzoglich Oldenburgischen Hofbühne den eilften November 1847.) Wigand, Göttingen 1855 (online bei Google Books).
- Oliver Cromwell. Ein Drama. Duncker, Berlin 1857 (online bei Google Books).
- Schiller’s Leben und Werke. Bd. 1. Duncker, Berlin 1858 (online bei Google Books); – Bd. 2. Duncker, Berlin 1859 (online ebda.).
- Die Kunst des Vortrags. Krabbe, Stuttgart 1880 (online bei Google Books); – 2. Aufl. Krabbe, Stuttgart 1884 (online ebda.).

## Herausgeberschaften
- Die Geusen. Epische Dichtung von J[ohann] L[odewijk] K[arel] F[rederik] Seyffardt. Bädeker, Elberfeld 1860 (online bei Google Books); – nach dieser Ausgabe „aufs neue besorgt“ von Karl Menne. Hendel, Halle a. d. Saale [1898] (online bei sammlungen.ulb.uni-muenster.de).
- Charlotte. (Für die Freunde der Verewigten.) Gedenkblätter von Charlotte von Kalb. Krabbe, Stuttgart 1879 (online bei Google Books).
- Gotthold Ephraim Lessing: Die Matrone von Ephesus. Ein Lustspiel in einem Aufzug, ergänzt von Emil Palleske. Hrsg. und mit einem Nachwort versehen von Georg Richard Kruse. Reclam, Leipzig 1926. – Das Stück in der Bearbeitung Palleskes wurde 1927 von der Westdeutsche Rundfunk AG unter der Regie von Rudolf Rieth als Livehörspiel ohne Aufzeichnung gesendet.[11]